# Marathon (Mountainbike)
Der Mountainbike-Marathon oder Cross-Country Marathon (Abk. XCM) ist eine Disziplin des Mountainbikesports.

## Geschichte
Der erste Mountainbike-Marathon Deutschlands war 1993 der Erzgebirgs-Bike-Marathon.
Seit 2003 finden die Mountainbike-Marathon-Weltmeisterschaften statt.

## Charakteristika und Regeln

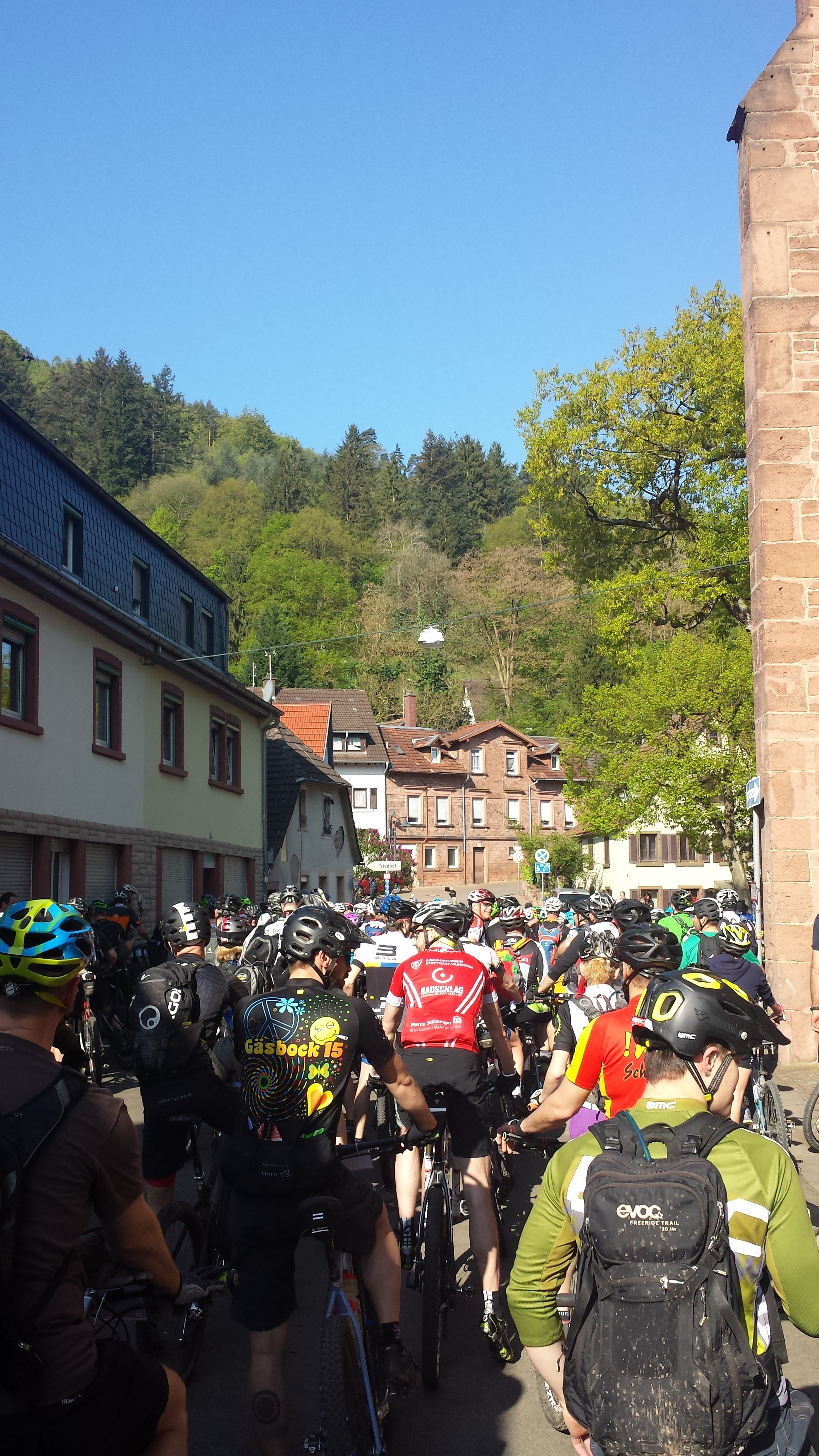
Startgruppe eines Mountainbike-Marathons in Lambrecht (Pfalz)

Der Mountainbike-Marathon ist eine Unterform der Cross-Country-Rennen. Jedes Jahr finden in ganz Europa Wettkämpfe und Vorbereitungsphasen für den Fitnessaufbau von Profifahrern statt.
Sowohl die Streckenlänge als auch die Fahrzeit sind bei Marathons deutlich länger als bei normalen Cross-Country-Wettbewerben. Die verschiedenen Radmarathons werden vom Radsportweltverband UCI in der so genannten Marathon World Series zusammengefasst. Die größte europäische Mountainbike-Marathon-Rennserie ist die MarathonMan Europe.
|                       | Minimum-Zeit | Minimum-Distanz |
| --------------------- | ------------ | --------------- |
| Marathon              | 3 h          | 60 km           |
| World Series Marathon | 4 h          | 80 km           |
| Weltmeisterschaften   | 4 h          | 80 km           |

Bei vielen Veranstaltern von Marathon-Rennen ist es möglich, bei der Anmeldung zwischen verschiedenen Distanzen (beispielsweise eine 60-, 80- oder 100-km-Distanz) zu wählen. Um das Teilnehmerfeld zu entzerren, werden teilweise Startgruppen gebildet, die zeitversetzt starten.
Neben den offiziellen UCI-Rennen gibt es auch zahlreiche Mountainbike-Marathonrennen für Hobbysportler, in Deutschland beispielsweise den Gäsbock Mountainbike-Marathon, den Schwarzwald-Bike-Marathon oder den Black Forest Ultra Bike Marathon. Als besondere Herausforderung gilt eine Alpenüberquerung mit dem MTB.

## Veranstaltungen von Bike-Marathons in Europa

### Deutschland
Baden-Württemberg:
- Albstadt-Bike-Marathon (Schwäbische Alb)
- Black Forest Ultra Bike Marathon (Schwarzwald)
- Lautertal Bikemarathon
- Schwarzwald-Bike-Marathon (Schwarzwald)
- Worldclass MTB Challenge (Schwarzwald)

Bayern
- Franken Bike Marathon (Oberfranken), Teil der Ritchey MTB Challenge
- Keiler-Bike-Marathon (Wombach, Stadtteil von Lohr a. Main)
- Kemptener Auto Brosch Bike Marathon (Allgäu)e
- Woidman (Bayerischer Wald)
- MTB-Marathon Pfronten, Teil der Ritchey MTB Challenge
- Spessart-Bike-Marathon (Hessen / Bayern)

Hessen:
- Dünsberg-Mountainbike-Marathon (Biebertal)
- Kellerwald-Bikemarathon (Nordhessen)
- MTB-Vulkanmarathon Schotten, inklusive MTB-Feuerwehrcup
- Siedelsbrunner Bikemax-Marathon (Siedelsbrunn, Odenwald)
- Spessart-Bike-Marathon (Hessen / Bayern)
- Welde Odenwald-Bike-Marathon

Niedersachsen:
- MTB-Cup Hochsolling

Saarland:
- Saarschleifen Bike Marathon

Sachsen:
- Erzgebirgs-Bike-Marathon, Teil der MarathonMan Europe Serie
- Muldental-Bike-Marathon (Klostermarathon) (Grimma)
- Rohloff Mad East Challenge 500 (Altenberg, Erzgebirge)

Rheinland-Pfalz:

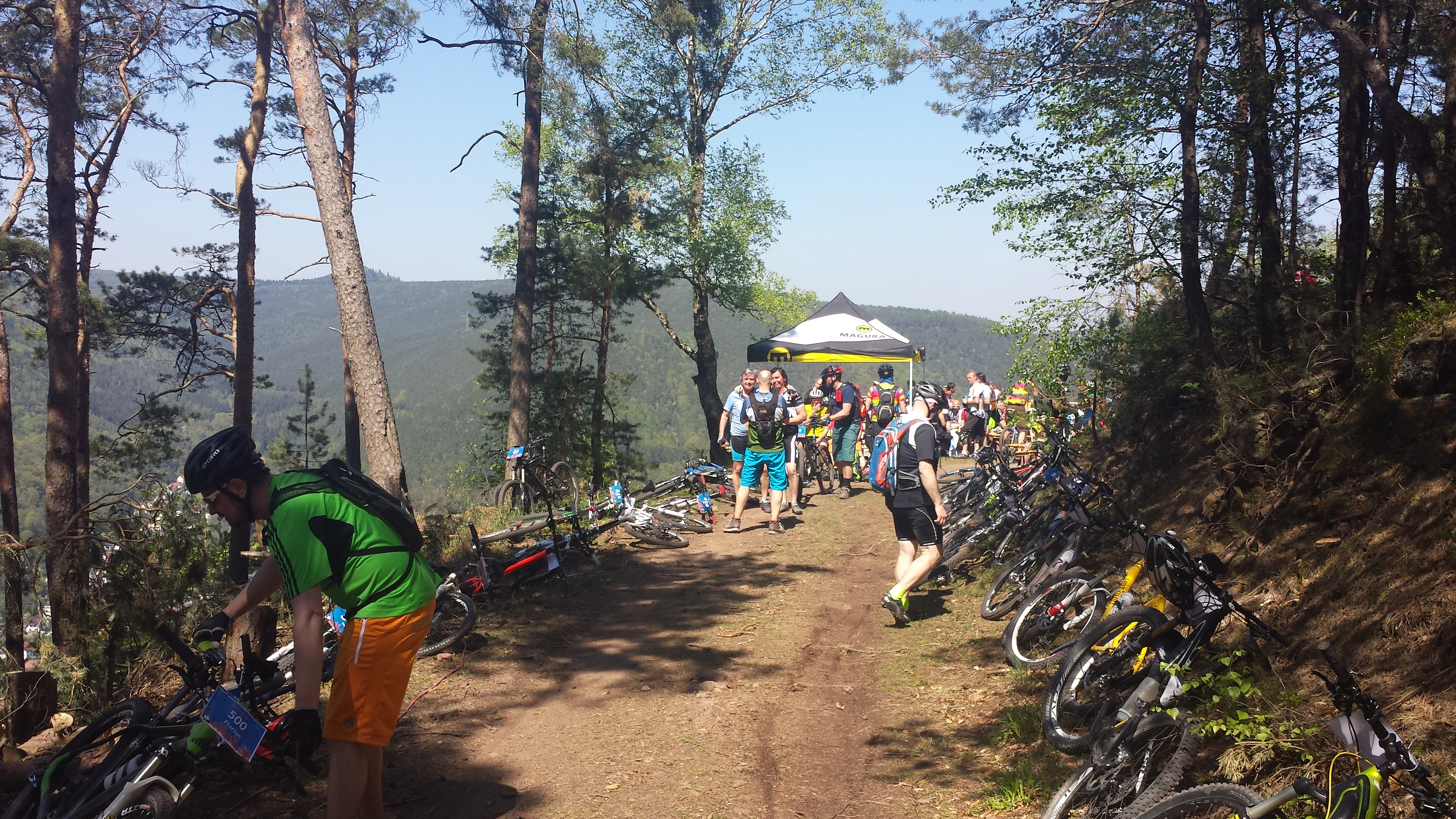
Verpflegungsstation beim Gäsbock Mountainbike-Marathon

- Erbeskopf Marathon (Thalfang, Hunsrück)
- Gäsbock Mountainbike-Marathon (Lambrecht)
- Schinder(hannes) MTB Marathon (Emmelshausen, Hunsrück)
- Vulkanbike Extreme (Daun, Eifel)
- Wasgau Mountainbike-Marathon

Thüringen:
- Rennsteigride (Schmiedefeld)

### Österreich
- Salzkammergut Mountainbike Trophy (Bad Goisern), Teil der Ritchey MTB Challenge und der MarathonMan Europe Serie
- ASVÖ MTB Granitmarathon (Kleinzell im Mühlkreis)
- Mountainbike Challenge Österreich (Rennserie über 9 Rennen)
- Stubai-Bikemarathon (Stubaital)
- Raiffeisen Kitz-Alp-Bike (Kitzbühel), Teil der Ritchey MTB Challenge

### Schweiz
- Garmin Bike Marathon Classics (Rennserie über 5 Rennen)[3]
- Grand Raid BCVS
- Iron Bike Race (Einsiedeln)
- Nationalpark Bike-Marathon (Graubünden)
- o-tour Bike Marathon (Alpnach, Obwalden)[4]
- Swiss Bike Masters

### Italien
- Riva del Garda Rocky Mountain Bike Marathon (Trentino-Südtirol)

### Spanien
- Open MTB Gran Canaria, Teil der Ritchey MTB Challenge
- Electrón Fuertebike (Fuerteventura / Kanarische Inseln)[5]

### Tschechien
- Author Král Šumavy (Klatovy), Teil der MarathonMan Europe Serie
- Malevil Cup (Jablonné v Podještědí), Teil der MarathonMan Europe Serie